# اکسید وانادیوم (III)
اکسید وانادیوم(III) (به انگلیسی: Vanadium(III) oxide) با فرمول شیمیایی V۲O۳ یک ترکیب شیمیایی با شناسه پاب‌کم ۵۱۸۷۱۰ است. که جرم مولی آن 149.881 g/mol می‌باشد. 